# 박재수 (1899년)
박재수(朴在洙, 1889년 1월 20일 ~ ?)는 일제강점기의 경찰 출신 관료이다.

## 생애
경성부 출신으로 광신상업고등학교의 전신인 협성학교를 졸업했다. 1911년부터 조선총독부 통역생으로 일하다가 보통문관시험에 합격하여 1913년에 총독부 경부에 임명되면서 경찰계에 입문했다.
1919년에는 경찰관강습소 조교수가 되었고, 1926년에 경시로 승진하여 강원도 위생과장으로 발령받았다. 약 15년 동안 경찰로 근무한 끝에 1928년에는 총독부 군수로 임명되어 관계로 전직하였다. 1928년부터 강원도 평강군과 양양군, 이천군, 삼척군 군수를 차례로 지냈다.
이천군수로 재직 중이던 1935년에 총독부가 편찬한 《조선공로자명감》에 총 353명의 공로자 중 한 명으로 이름이 실려 있고, 총독부가 시정 25주년을 기념해 표창한 표창자 명단에도 들어 있다. 1932년 훈6등 서보장을 수여받는 등 1936년을 기준으로 정6위 훈6등에 서위되어 있었다.
명민한 두뇌와 탁월한 수완을 지녔다는 인물평이 《조선인사흥신록》에 남아 있다.
2008년 공개된 민족문제연구소의 친일인명사전 수록예정자 명단 중 경찰 부문과 관료 부문에 포함되었다.

## 참고 자료
- 박재수(朴在洙) - 국사편찬위원회